# День усыновления (Украина)
«День усыновления» (укр. День усиновлення) — национальный праздник усыновителей, опекунов, приемных родителей, родителей-воспитателей, принявших в свои семьи детей, при различных обстоятельствах потерявших родные семьи, который отмечается на Украине ежегодно, осенью, 17 сентября.
«День усыновления» появился в календаре официальных украинских профессиональных праздников сравнительно недавно, в 2008 году, после того, как 27 ноября 2008 года, в Киеве, третий президент Украины Виктор Андреевич Ющенко «учитывая общественную значимость усыновления в обеспечении права каждого ребёнка на воспитание в семьи, с целью поддержки и развития национального усыновления» подписал Указ № 1088/2008 «О дне усыновления» который предписывал отмечать этот день каждый год тридцатого сентября.
Десятки интернет-сайтов[кто?] утверждают, что глава украинского государства выбрал из календаря именно эту дату для проведения «Дня усыновления» не случайно. Именно в этот день, Православной Церковью почитаются мученицы Вера, Надежда, Любовь и их мать София. Вера, Надежда и Любовь — основные христианские добродетели и возможно, президент посчитал, что они будут наилучшими покровителями «Дню усыновления».
В 2009 году, когда в стране впервые отмечался «День усыновления», высшие чиновники республики выступили со следующими заявлениями, которые были приурочены к этой дате:
- Президент Украины Виктор Ющенко: «Рад, что за последние годы мы достигли кардинальных успехов. С каждым годом растет число желающих взять в свою семью обделенного родительской лаской ребёнка. Изменилось само отношение общества к проблеме сиротства, все мы стали гуманнее и чувствительней к чужому горю. Сейчас можем гордо сказать: на Украине нет и не может быть неродных детей…»[3]
- Премьер-министр Украины Юлия Владимировна Тимошенко: «Я уверена и глубоко верю в то, что усыновление и другие формы семейного воспитания на Украине будут и дальше активно развиваться, ведь источник этого величественного движения (усыновления) лежит в украинском сердце, в украинской ментальности, для украинцев ребёнок всегда был наивысшей ценностью… С большой жертвенной любовью согревают они ребятишек в своих семьях, дают им надежду на счастливое детство и полноценное будущее, вселяют в измученные детские сердца и души веру в жизнь, учат детей быть самодостаточными, мудрыми, уверенными в себе, воспитывают достойными гражданами украинского государства»[3].

## История
В связи с реформой церковного календаря на Украине день христианского праздника Веры, Надежды, Любви и матери их Софии с 2023 года отмечаеться 17 сентября. 28 июля 2023 года Президент Украины Владимир Зеленский подписал соответствующий указ о переносе Дня усыновления с 30 сентября на 17 сентября.